# Klass II
Klass II är en travserie i Sverige för
| Svenska hästar som tjänat 100 001 – 250 000 kronor |

Loppen går av stapeln inom ramen för V75-spelet varje lördag vid olika travbanor runt om i landet och är den lägsta divisionen av de fem divisioner som ingår i travets elitserie V75.
Efter ett försökslopp i varje division under varje V75-lördag i cirka en till två månader möts de bäst placerade hästarna i respektive division i ett finallopp för respektive division. I Klass II-finalen är förstapris 220 000 kronor (sedan 2020).

## Finalvinnare
| År   | Månad | Bana       | Häst               | Kusk                   | Tränare               | Odds  | Tid    |
| ---- | ----- | ---------- | ------------------ | ---------------------- | --------------------- | ----- | ------ |
| 2022 | sept  | Solvalla   | Roll Control       | Jörgen Westholm        | Jörgen Westholm       | 2,28  | 1.12,1 |
| 2022 | aug   | Åby        | Run n'Cola         | Magnus A. Djuse        | Mattias Djuse         | 3,19  | 1.12,1 |
| 2022 | juli  | Eskilstuna | Calamari           | Ulf Ohlsson            | Ulf Stenströmer       | 7,17  | 1.12,9 |
| 2022 | maj   | Solvalla   | Kentucky River     | Per Nordström          | Per Nordström         | 3,79  | 1.11,1 |
| 2022 | mars  | Solvalla   | Il Forte           | Oscar Ginman           | Jarl Olsson           | 7,77  | 1.12,7 |
| 2022 | feb   | Solvalla   | Piemonte           | Joakim Lövgren         | Joakim Lövgren        | 1,64  | 1.14,5 |
| 2021 | dec   | Solvalla   | Ikaros Sisu        | Thomas Uhrberg         | Thomas Uhrberg        | 1,51  | 1.13,7 |
| 2021 | nov   | Solvalla   | Prosecco           | Adrian Kolgjini        | Carina Balder         | 2,38  | 1.12,1 |
| 2021 | sept  | Solvalla   | Santos de Castella | Jörgen Westholm        | Jörgen Westholm       | 2,48  | 1.12,8 |
| 2021 | aug   | Åby        | Global Beware      | Johan Untersteiner     | Johan Untersteiner    | 6,48  | 1.13,0 |
| 2021 | juli  | Färjestad  | Global Attention   | Mats E. Djuse          | Jörgen Westholm       | 10,55 | 1.11,9 |
| 2021 | maj   | Solvalla   | Venture Capital    | Michael Nimczyk        | Wolfgang Nimczyk      | 3,00  | 1.12,9 |
| 2021 | mars  | Solvalla   | Mandela Zon        | Janne Korpi            | Pekka Korpi           | 5,65  | 1.13,6 |
| 2021 | feb   | Solvalla   | Demon Ima          | Johan Untersteiner     | Johan Untersteiner    | 1,52  | 1.14,2 |
| 2020 | dec   | Solvalla   | Morotai Degato     | Oskar Kylin Blom       | Oskar Kylin Blom      | 15,76 | 1.14,3 |
| 2020 | nov   | Solvalla   | Red Mile Brodde    | Jörgen Sjunnesson      | Ola Karlsson          | 53,16 | 1.12,8 |
| 2020 | sept  | Solvalla   | Uncle Töll         | André Eklundh          | André Eklundh         | 3,53  | 1.12,9 |
| 2020 | aug   | Åby        | Newport Beach      | Peter Ingves           | Josef Franzl          | 3,11  | 1.12,4 |
| 2020 | juni  | Bergsåker  | Bordeaux S.        | Magnus A. Djuse        | Jerry Riordan         | 9,96  | 1.12,6 |
| 2020 | maj   | Solvalla   | Don Fanucci Zet    | Örjan Kihlström        | Daniel Redén          | 1,44  | 1.12,5 |
| 2020 | mars  | Solvalla   | Takata             | Henrik Nilsson         | Henrik Nilsson        | 56,95 | 1.13,2 |
| 2020 | feb   | Solvalla   | Il Duce Boko       | Marc Elias             | Conrad Lugauer        | 4,22  | 1.14,3 |
| 2019 | dec   | Solvalla   | Iggy B.R.          | Magnus Teien Gundersen | Geir Vegard Gundersen | 2,28  | 1.14,5 |
| 2019 | nov   | Solvalla   | Ibra Boko          | Ulf Ohlsson            | Kim Pedersen          | 3,59  | 1.14,3 |
| 2019 | sept  | Solvalla   | Deede Star         | Örjan Kihlström        | Timo Nurmos           | 5,49  | 1.13,0 |
| 2019 | aug   | Åby        | Velten Versailles  | Rick Ebbinge           | Jeroen Engwerda       | 1,63  | 1.13,8 |
| 2019 | juni  | Eskilstuna | Falcon Am          | Claes Sjöström         | Fredrik Linder        | 7,89  | 1.11,5 |
| 2019 | maj   | Solvalla   | Viking Brodde      | Örjan Kihlström        | Timo Nurmos           | 12,06 | 1.11,4 |
| 2019 | mars  | Solvalla   | Magic Cash         | Jorma Kontio           | Timo Nurmos           | 11,63 | 1.13,1 |
| 2019 | feb   | Åby        | Victory Topline    | Jorma Kontio           | Timo Nurmos           | 2,41  | 1.15,2 |
| 2018 | dec   | Solvalla   | Je t'Aime Explosiv | Oskar J. Andersson     | Ruth J. Andersson     | 4,94  | 1.13,9 |
| 2018 | nov   | Solvalla   | Cobbys Olifant     | Thomas Uhrberg         | Thomas Uhrberg        | 4,92  | 1.13,2 |
| 2018 | sept  | Solvalla   | Emile Zola Sisu    | Jorma Kontio           | Timo Nurmos           | 4,33  | 1.12,2 |
| 2018 | aug   | Åby        | Adiago Trot        | Per Lennartsson        | Marcus Lindgren       | 54,52 | 1.13,0 |
| 2018 | juni  | Färjestad  | Sign Me Up Too     | Emilia Leo             | Emilia Leo            | 5,66  | 1.12,4 |
| 2018 | maj   | Solvalla   | Gina Schermer      | Rick Ebbinge           | Jeroen W.M. Engwerda  | 4,00  | 1.13,1 |
| 2018 | april | Solvalla   | Who's Who          | Torbjörn Jansson       | Pasi Aikio            | 3,28  | 1.12,3 |
| 2018 | feb   | Solvalla   | Weekend Fun        | Rikard N. Skoglund     | Daniel Wikberg        | 2,16  | 1.14,2 |
| 2017 | dec   | Solvalla   | Olle Rols          | Peter Ingves           | Mats Rånlund          | 6,41  | 1.16,0 |
| 2017 | nov   | Solvalla   | Global Takeover    | Christoffer Eriksson   | Lars I. Nilsson       | 10,25 | 1.14,3 |
| 2017 | okt   | Solvalla   | Global Trust       | Jorma Kontio           | Timo Nurmos           | 2,01  | 1.13,8 |
| 2017 | aug   | Åby        | J.H.Mannerheim     | Johan Untersteiner     | Johan Untersteiner    | 6,26  | 1.14,0 |
| 2017 | juli  | Bergsåker  | Flash Hammering    | Jörgen Westholm        | Jörgen Westholm       | 9,38  | 1.12,9 |
| 2017 | maj   | Solvalla   | Uppohoppa          | Örjan Kihlström        | Pasi Aikio            | 8,38  | 1.11,7 |
| 2017 | april | Solvalla   | Radjah d'Inverne   | Oskar J. Andersson     | Jörgen Westholm       | 58,24 | 1.12,5 |
| 2017 | feb   | Solvalla   | Hall of Fashion    | Christoffer Eriksson   | Dan Widegren          | 5,12  | 1.13,8 |
| 2016 | dec   | Solvalla   | Test Drive         | Örjan Kihlström        | Stefan Melander       | 15,90 | 1.14,4 |
| 2016 | nov   | Solvalla   | Island Life        | Erik Adielsson         | Peter G. Norman       | 8,73  | 1.14,7 |
| 2016 | sept  | Solvalla   | Ma Running         | Ulf Ohlsson            | Reijo Liljendahl      | 9,90  | 1.13,3 |
| 2016 | aug   | Åby        | Isor Håleryd       | Peter Untersteiner     | Peter Untersteiner    | 1,84  | 1.13,5 |
| 2016 | juli  | Eskilstuna | Ceasar Sisu        | Björn Goop             | Timo Nurmos           | 2,38  | 1.12,6 |
| 2016 | maj   | Solvalla   | Copimade           | Jörgen Westholm        | Jörgen Westholm       | 6,66  | 1.11,7 |
| 2016 | april | Solvalla   | Bravo Navarone     | Erik Adielsson         | Marcus Lindgren       | 3,65  | 1.13,0 |
| 2016 | feb   | Solvalla   | Master Crowe       | Peter Ingves           | Petri Puro            | 3,55  | 1.13,9 |
| 2015 | dec   | Solvalla   | King Sir Kir       | Claes Svensson         | Claes Svensson        | 2,67  | 1.12,6 |
| 2015 | nov   | Solvalla   | Global Respons     | Björn Goop             | Stefan Persson        | 5,53  | 1.13,7 |
| 2015 | sept  | Solvalla   | Ochongo Face       | Erik Lindegren         | Erik Lindegren        | 7,01  | 1.12,6 |
| 2015 | aug   | Åby        | Digital Product    | Johnny Takter          | Henrik Hoffman        | 10,93 | 1.13,0 |
| 2015 | juni  | Färjestad  | Eddie              | Tom Horpestad          | Tom Horpestad         | 14,75 | 1.12,6 |
| 2015 | maj   | Solvalla   | Mellby Collector   | Örjan Kihlström        | Roger Walmann         | 11,36 | 1.13,5 |
| 2015 | mars  | Solvalla   | Flex Lane          | Johnny Takter          | Lars I. Nilsson       | 20,81 | 1.12,9 |
| 2015 | feb   | Solvalla   | Nadal Broline      | Ulf Ohlsson            | Reijo Liljendahl      | 1,72  | 1.13,7 |